# 杜比尼 (奧斯特羅赫區)
50°27′4″N 26°25′25″E / 50.45111°N 26.42361°E
杜比尼（烏克蘭語：Дубини），是烏克蘭西北部的村莊，隸屬里夫內州的里夫內區。該村面積0.2平方公里，海拔高度222米，2001年人口52，人口密度每平方公里261.3人。